# ABB Arena
Unter dem Namen ABB Arena sind zwei Mehrzweckhallen im Stadtteil Rocklunda der schwedischen Stadt Västerås, Västmanlands län, zusammengefasst. 
Die ABB Arena Nord fasst zu Sportveranstaltungen rund 4400 Zuschauer. Die größere ABB Arena Syd bietet den Zuschauern bei Sportveranstaltungen ca. 6800 Plätze, zu Konzerten sind es rund 4500 Plätze. Sie liegen im städtischen Sport- und Freizeitkomplex Rocklunda IP, der einer der größten in Skandinavien ist. Der Komplex entstand 1965. 2007 wurde die ABB Arena Nord (zuvor Rocklundahallen) modernisiert und die ABB Arena Syd (Spielort des Västerås SK Bandyklubb und des Tillberga Bandy Västerås) errichtet. Zum Gelände gehört u. a. auch die Veranstaltungshalle Västerås Arena, die Reitschule Västerås Ryttarsällskap, die Fußballhalle Skyhöga Favoriter Arena mit Kunstrasen, ein Cricketfeld, die Unihockeyhalle Mälarenergi arena, die kleine Eishalle Mimerhallen mit ca. 300 Plätzen, die Fitnessstudio Friskis & Svettis sowie Rocklunda Utomhusgym, die Futsalhalle Västerås Fotbollshall, mehrere Fußballfelder und das Fußballstadion Hitachi Energy Arena, in dem z. B. die Fußballvereine Västerås SK und IFK Västerås ihre Heimspiele austragen.
2009 war die ABB Arena Syd Hauptspielort der 29. Bandy-Weltmeisterschaft.